# برایان ایوی
برایان ایوی (انگلیسی: Bryan Ivie؛ زادهٔ ۵ مه ۱۹۶۹) بازیکن والیبال اهل آمریکا؛ که به همراه تیمملی والیبال امریکا به مدال برنز المپیک ۱۹۹۲ رسیده است.